# مرمريتا
مرمريتا: بلدة تتبع لمحافظة حمص في سوريا وترتفع عن سطح البحر حوالي 850 متر وتتدرج بالارتفاع نظراً لموقعها على التلال والجبال وهي مصيف معروف بجمال طبيعته.

## موقعها الجغرافي
تقع مرمريتا في وادي النصارى في منتصف الطريق بين حمص وطرطوس وتبعد عن حمص حوالي 55 كم ومثلها عن طرطوس، ويحيط بها عدداً من الجبال الخضراء الرائعة، كما أنها تبعد عن الحدود اللبنانية الشمالية ما يقارب 12 كيلو متر كخط نظر مباشر.

## المناخ والطقس
مناخ البلدة، صيفاً معتدل وقد يتخلله أيام ممطرة، شتاءً بارد أو شديد البرودة وتتساقط الثلوج لعدة مرات خلال شتاء المنطقة البارد الذي يمتد لخمسة شهور.

## تاريخ مرمريتا
تدل الآثار القديمة التي وجدت في مرمريتا والتي عثر عليها أثناء حفر أساسات المنازل أن هذه البلدة مسكونة مند ألفي سنة تقريباً. يعتقد ان مرمريتا تعرضت للزلازل التي ضربت أوغاريت واللاذقية وطرابلس في العصور ما قبل الميلادية والميلادية الأولى عام 540 م[بحاجة لمصدر]. واندثرت البلدة القديمة تحت الجبل المسمى السايح الذي يرتفع 900 م عن سطح البحر، والذي يدفع لهذا الاعتقاد ان صخور مرمريتا بيضاء بينما الجبل الذي يحتضنها حجارته بازلتية بركانية ومرمريتا اليوم لا تعود إلى أكثر من 800 عام، قاطنوها كلهم من الطائفة المسيحية وأول العائلات التي هاجرت لها أتت من حوران جنوب سوريا ومن ثم من لبنان ومناطق سورية.

## أصل التسمية
يقول البعض من أهل البلدة ان اسم مرمريتا هو اسم سرياني وسبب تسمية مرمريتا بهذا الاسم هو أنه كان يوجد فيها كنيسة باسم (مار مرتا) أي كنيسة القديسة مرتا وأخد هذا الاسم يتطور على مر الأيام حتى أصبح (ما مريتا) و اختصر إلى اسم مرمريتا. والبعض يقول بأن اسم مرمريتا أخد عن كلمة سريانية هي (ما ماروثا) وتعني سيدة السيدات أو قديسة القديسات.

## السكان

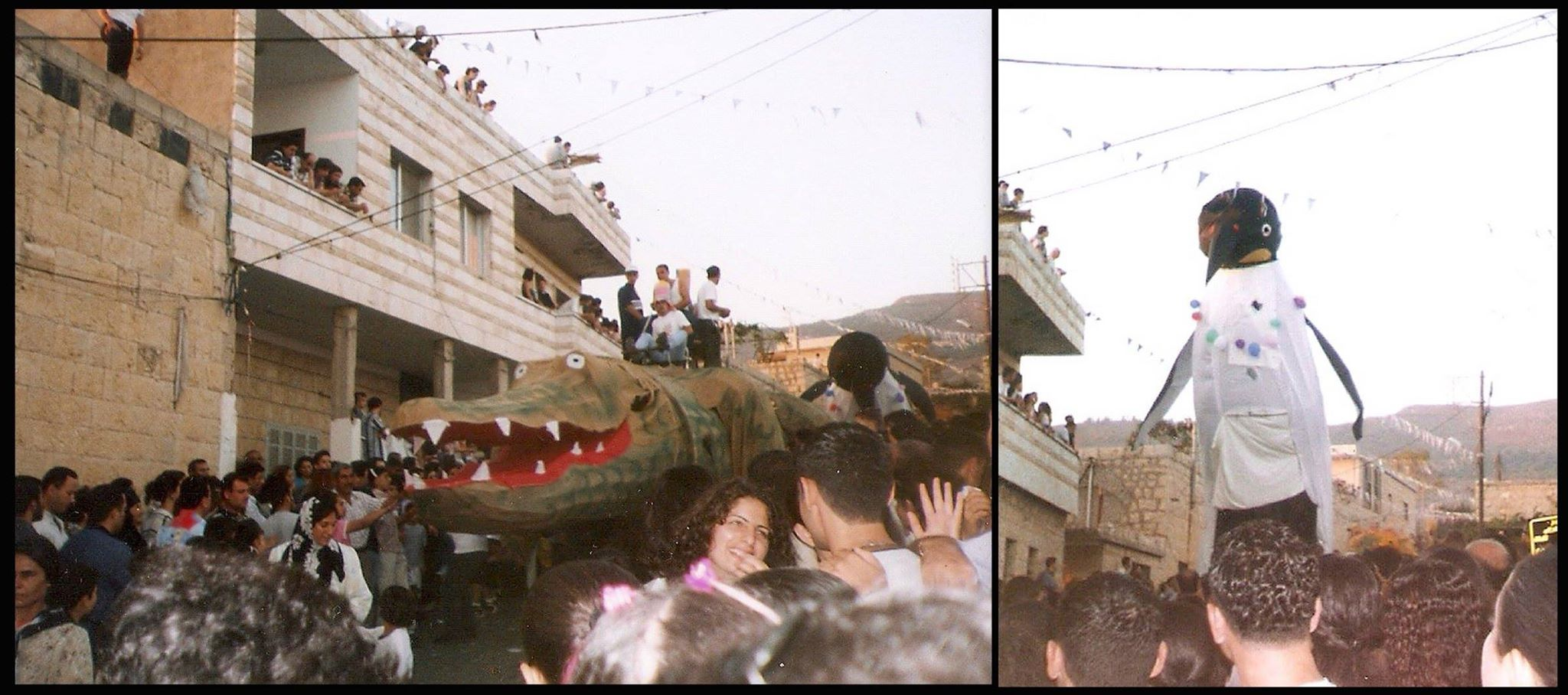
كرنفال مرمريتا السادس والعشرين، 2001

عدد سكان مرمريتا غير ثابت في الشتاء بحدود 4000 نسمة بينما في الصيف قد يصل إلى 15000 نسمة حيث يفد إليها سكانها المغتربين من أمريكا وأستراليا وشتى بقاع العالم إضافة للسياح التي يزداد عددهم في كل سنه للتمتع بجو وطبيعة مرمريتا ومن أقدم عائلات مرمريتا عائلة عين الشايبة وسلامة ويازجي وصباغ.
تتميز مرمريتا بكرنفالها السنوي الذي يقام بتاريخ 14 آب (14 / 8) من كل عام ويسمى كرنفال عيد السيدة نسبة إلى السيدة العذراء وهو كرنفال ومهرجان احتفالى واستعراضي وديني. كما تتميز القرية بارتفاع نسبة المتعلمين بها وبعدد كبير من الاطباء والمهندسين والمثقفين والفنانين وهذا ما أدى إلى تتطور البلدة في كافة نواحى الحياة الاجتماعية والحضارية والرياضية والعمرانية والسياحية.
القرية تحوي ثلاثة طوائف هي : الروم الأرثوذكس البيزنطيين، الروم الكاثوليك الملكيين، الأنجيليين «البروتستانت» ويوجد في مرمريتا عدد من الكنائس ودير .

## السياحة
كان لموقع مرمريتا المميز حيث تتربع على سفح جبل السائح وبالقرب من البحر ومن قلعة الحصن الأثرية وتبعد بحدود 60 كلم عن مدينة حمص وكذلك الأمر بالنسبة لمدينة طرطوس ومناخها الجميل المعتدل واللطيف صيفاً وبالطبع الطبيعة الخضراء الخلابة والإطلالات الفريدة بالإضافة إلى عراقة ورقي سكانها الاثر الكبير في أن تعد من أهم المناطق السياحية في سوريا حيث تسحرك البلدة بروعتها وبقصورها وبيوتها الفخمة وجمال طبيعتها وجبالها الخضراء ومقاصفها وأيضا ومنتزهاتها الطبيعية وهي بلد الزهور والورودوالصيف المميز.

## الفنون
من أهم الفنون التي تميز مرمريتا فن الزجل والشعر الشعبي فكل بيت فيها لا يخلو من شاعر زجلي كما أن القرية تذخر بالعديد من شعراء الفصحى ومن فنونها الأخرى الرسم والنحت والطرب والتصوير الفوتوغرافي ويعلل البعض سبب غلبة الفنانين في القرية إلى جمال بيئتها وطبيعتها والتي انعكست على جمال شعبها.

## مناطق ومعالم مرمريتا القديمة
من أقدم المناطق في مرمريتا منطقة السهلة وهي عبارة عن سوق قديم لا يزال محافظاً على طابعه التراثي القديم من حجارة وعقود وأقواس 
وبجواره يتمركز أحد أقدم معالم القرية وهو الدهليز والدهليز هو عبارة عن مبنى على شكل قوس مبني من الحجارة المحلية الكلسية ويمر تحته شارع ضيق يسمح بمرور سيارة صغيرة.